# Mycetia siamensis
Mycetia siamensis är en måreväxtart som beskrevs av Nobuyuki Fukuoka. Mycetia siamensis ingår i släktet Mycetia och familjen måreväxter. Inga underarter finns listade i Catalogue of Life.